# Lorca (Gerichtsbezirk)
Der Gerichtsbezirk Lorca ist einer der elf Gerichtsbezirke in der autonomen Gemeinschaft Murcia.
Der Bezirk umfasst 3 Gemeinden auf einer Fläche von 2.071,79 km² mit dem Hauptquartier in Lorca.

## Gemeinden
| Gemeinde             | Einwohner (2024) | Fläche km² | Dichte Einw./km² | Cod INE | Postleitzahl |
| -------------------- | ---------------- | ---------- | ---------------- | ------- | ------------ |
| Águilas              | 37.417           | 251,77     | 149              | 30003   | 30880, 30889 |
| Lorca                | 98.334           | 1.675,21   | 59               | 30024   | 30800        |
| Puerto Lumbreras     | 17.822           | 144,81     | 123              | 30033   | 30890        |
| Gerichtsbezirk Lorca | 153.573          | 2.071,79   | 74               | –       | –            |